# Лазунов, Геннадий Николаевич
Геннадий Николаевич Лазунов (17 сентября 1934, Москва, СССР) — советский футболист, вратарь. Мастер спорта СССР (1959).

## Биография
Первая команда мастеров — ОДО Киев, за которую в классе «Б» играл в 1955—1957 годах. В 1958 перешёл в ленинградский «Зенит», где выступал неровно — хорошие матчи чередовал с неудачными. Так, 21 августа 1958 в матче «Зенит» — «Локомотив» (Москва), разговаривая с находившимися за воротами фотокорреспондентами, на 5 минуте пропустил мяч с центра поля, что привело к поражению хозяев 2:7. А ошибка через месяц в матче против «Крылев Советов» стоила команде упущенных бронзовых медалей.
В 1960 Лазунов перешёл в «Торпедо» (Москва), но из-за проблем со спортивным режимом не провёл за команду ни одного матча и с середины сезона играл за «Авангард» Харьков. 1961 год вновь отыграл за «Зенит», где в 31 игре пропустил 50 мячей. Карьеру игрока закончил в рижской «Даугаве-РВЗ» (1962) и «Шахтёре» Караганда (1963).
В 1969—1978 тренировал СК «Скороход» Ленинград.